# Hup Holland hup
Hup Holland hup is een Nederlands voetballied. Het werd in 1950 geschreven door KRO-medewerker Jan de Cler. De melodie werd gecomponeerd door Dico van der Meer.
Als de KRO in de jaren 50 wedstrijden van het Nederlands voetbalelftal uitzond, schreef De Cler tijdens iedere helft een verslag. Tijdens de rust en na afloop werd het lied dan gezongen, meestal door hemzelf, met begeleiding van het KRO-Dansorkest en een kinderkoor.
De coupletten waren bij iedere uitvoering dus verschillend, maar het refrein was steeds:
Hup, Holland hup

Laat de leeuw niet in z'n hempie staan

Hup, Holland hup

Trek het beessie geen pantoffels aan

Hup, Holland hup

Laat je uit 't veld niet slaan

Want de leeuw op voetbalschoenen

Durft de hele wereld aan

Het lied was in die tijd zeer populair. Nadat het vervolgens tientallen jaren in onbruik was geraakt, beleefde het tijdens het Europees kampioenschap in 1988 een opleving. Het lied werd op televisie nieuw leven ingeblazen door Freek de Jonge, die tijdens de finale een gelegenheidstekst schreef.